# Nomenklaturen för statistiska territoriella enheter
Nomenklaturen för statistiska territoriella enheter (franska: Nomenclature des unités territoriales statistiques, NUTS) är en administrativ indelning av Europeiska unionen med syfte att underlätta statistiska jämförelser mellan olika regioner inom unionen. Indelningen introducerades 1988 av Eurostat. Statistiken som samlas in används som underlag för bland annat unionens regionalpolitik.
NUTS-koden består av elva alfanumeriska positioner. Position 1 till 2 består av landskoden enligt ISO 3166, vilken utgörs av två bokstäver. För NUTS-nivåerna 1, 2 och 3 läggs till 1, 2 respektive 3 siffror. Den elfte positionen är reserverad för framtida bruk.
Sveriges så kallade riksområden ingår i NUTS.

## NUTS-nivåer
- NUTS 0 – Medlemsstater
- NUTS 1 – Stora regioner/landsdelar
- NUTS 2 – Mellanstora regioner/landskap
- NUTS 3 – Små regioner/storstäder

### Kriterier för klassificering
Systemet med territoriella enheter baserar sig i princip på administrativa enheter som redan existerar i var och en av medlemsstaterna.
Med territoriell enhet menar man ett geografiskt område med en etablerad administrativ myndighet och med institutionell och rättslig kompetens i staten ifråga. De NUTS-nivåer i vilka man delar en administrativ enhet beror på folkmängden enligt följande tabell:
| Nivå   | Största folkmängd | Minsta folkmängd |
| ------ | ----------------- | ---------------- |
| NUTS 1 | 7 000             | 3 000            |
| NUTS 2 | 3 000             | 800 000          |
| NUTS 3 | 800 000           | 150 000          |

Gränsvärdena i tabellen används som riktlinjer för att upprätta regionerna, men de används inte strikt. Som exempel är både Cornwall, med en folkmängd på 531 600 år 2007, och Lombardiet, med en folkmängd på nästan 10 miljoner, NUTS 2-regioner.
I länder där det tidigare bara funnits en eller två regionala indelningsnivåer har man skapat en andra och/eller tredje nivå. Detta har skett på nivå 1 (till exempel Frankrike, Italien, Grekland, och Spanien), på nivå 2 (till exempel Tyskland) och/eller på nivå 3 (till exempel Belgien). I mindre länder, där hela landet skulle komma att placeras på NUTS 2- eller till och med NUTS 3-nivå (till exempel Luxemburg, Cypern, Irland), så är NUTS-nivåerna 1, 2 och/eller 3 identiska med nivån ovanför och/eller för hela riket.
Man väntar att på medellång sikt så kommer vart och ett av medlemsländerna att ha anpassat sin indelning efter den administrativa strukturmodell som lagts fram av EU. I några fall, som Spanien, har NUTS-nivåerna blivit praktiskt taget lika med de existerande administrativa gränserna, med endast en gruppering av Autonoma regioner på nivå NUTS-1. I andra fall, som Portugal, har man måst genomgående modifiera de klassiska territorialområdena för att få en mer funktionell karta och jämförbar med resten av medlemsstaterna.
|  |  |  |